# Ещё можно успеть
«Ещё можно успеть» — советский чёрно-белый широкоэкранный фильм-драма, снятый в 1974 году режиссёром Ильёй Гуриным на киностудии имени Максима Горького. По мотивам повести Бориса Ларина «Четыре характеристики Славки Карасёва».
Премьера состоялась 23 октября 1974 года.

## Сюжет
Слава Карасёв становится комсоргом крупной молодёжной стройки. В процессе работы он сталкивается с проблемой: строители не могут начать монтаж оборудования из-за отсутствия необходимых винтов, и это грозит неустойкой иностранной фирме. Карасёв решает срочно решать ситуацию и отправляется в областной центр за помощью. С его настойчивостью удаётся договориться с рабочими местного завода, которые соглашаются помочь и изготовить винты во внеурочное время. Благодаря энтузиазму Карасёва, стройка продолжает работу.

## Над фильмом работали

### Роли исполняют
- Андрей Толубеев — Слава Карасёв[A]
- Нина Русланова — девушка
- Александр Михайлов — Власов
- Николай Иванов — Виктор
- Алексей Крыченков — шофёр
- Валерий Кравченко — Горбачёв
- Евгений Евстигнеев — Сеглин
- Николай Волков — Тимофей Степанович
- Михаил Кокшенов — Коля
- Елизавета Уварова — тётя Паша
- Юрий Шлыков — наладчик
- Нина Иванова — наладчица
- Всеволод Кузнецов — Пал Палыч Чёрных
- В эпизодах:
- Вадим Гусев
- Юрий Дружинин
- Вера Ивлева
- Виктор Косых
- Л. Ломова
- Андрей Мартынов
- Галина Веретельникова[B]
- Александр Михайличенко
- Александр Прохоров
- Александр Степанов
- Г. Скринникова

### Съёмочная группа
- Авторы сценария: Борис Ларин, Илья Гурин
- Режиссёр-постановщик: Илья Гурин
- Оператор-постановщик: Валерий Гинзбург
- Художники-постановщики: Александр Дихтяр, Александр Вагичев
- Композитор: Евгений Крылатов
- Звукооператор: Юрий Евсюков
- Режиссёры: Зиновий Гензер, Нина Иванова
- Художник по костюмам: Лидия Коняхина
- Художник-гримёр: Н. Горчакова
- Монтажёр: Римма Цегельницкая
- Ассистент режиссёра: Александр Колосов
- Ассистенты оператора: Н. Пучков, В. Серебряков
- Ассистент художника: Наталья Никитина
- Мастер по свету: Н. Василиади
- Фотограф-художник: А. Кокорева
- Редактор: Вера Бирюкова
- Директор картины: Юрий Проскурин
- Оркестр Госкино СССР (дирижёр Давид Штильман)

Актёрский и съёмочный составы указаны по титрам фильма и серии аннотированных каталогов «Советские художественные фильмы» (Т. 5, 1997).

## Критика
Кинокритик Валентина Иванова, в журнале «Советский экран», весьма критично оценила этот фильм. В частности, в завершении своей статьи, она писала:
…Так о ком же всё-таки решили сказать нам два фильма — студии имени А. П. Довженко («Повесть о женщине») и студии имени М. Горького («Ещё можно успеть»)? О том самом простом человеке, которым земля держится? Но тогда, честное слово, не стоило ломать прокатные станы и конфузить перед зрителем целые заводы и цеха. Чтобы их спасли от прорыва, от простоя, от неустойки вот такие Наталки и Славы Карасёвы.В. Иванова
Аналогичное мнение выразила и кинокритик Ирина Дубровина в газете «Советская культура», где она писала о фильме следующее:
Отсутствие единства личности и целеустремлённости героя отражается и в художественном строе кинокартины. В тех случаях, когда Карасёв мог бы быть нам наиболее интересен, когда надо понять, как он привлекает на свою сторону людей, как он убеждает их, камера словно пасует, она отворачивается от героя, и мы так ничего и не можем узнать. То есть самое важное, самое интересное — человеческое общение, сила убеждения остаются нераскрытыми…И. Дубровина

### Комментарии
1. ↑  дебютная роль в кино[1]
2. ↑  в титрах — Г. Михайличенко[2]

### Рецензии
- Дубровина И. Характер, которого нет : [О фильмах «Личная жизнь», «Счастливый невезучий человек», «Ещё можно успеть»] // Советская культура. — 1974. — № 100 (4796) (13 декабря). — С. 4.
- Иванова В. Разговор не по душам // Советский экран. — 1975. — № 4 (февраль). — С. 4—5. — 1 950 000 экз.